# Émile Gagnan

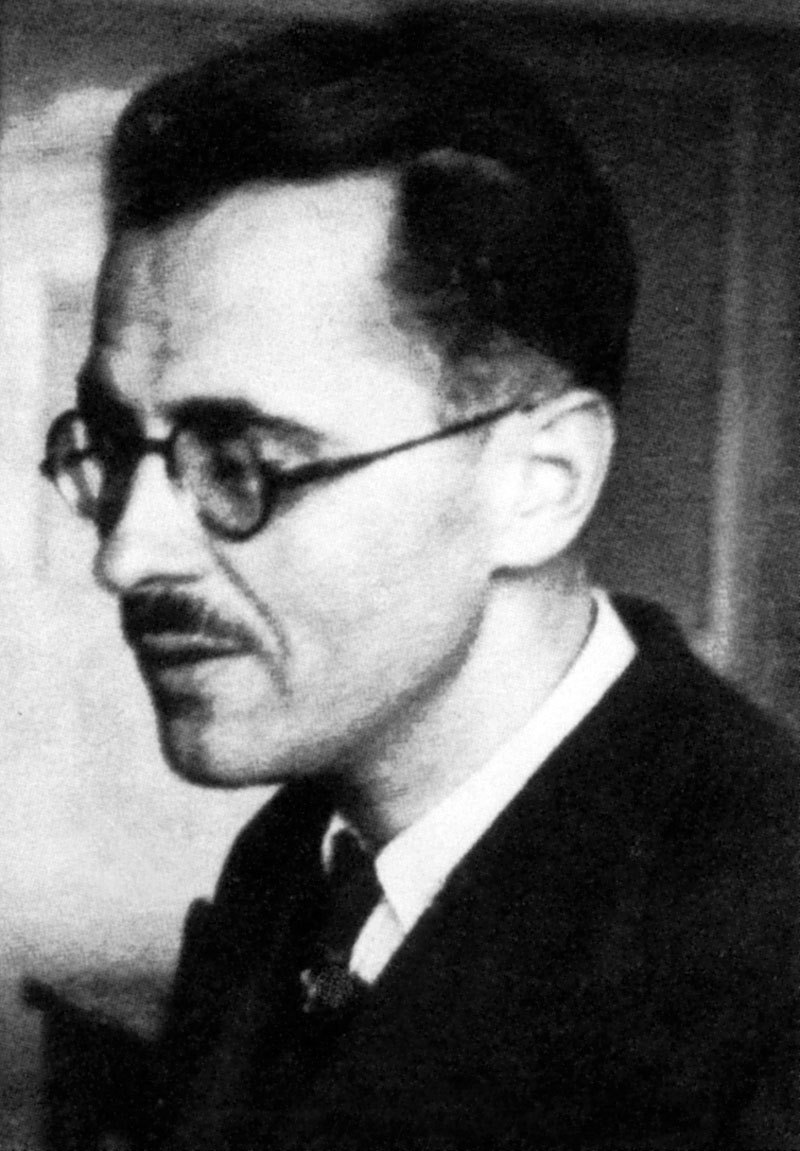
Émile Gagnan (1930)

Émile Gagnan (* 1. November 1900 in der Bourgogne; † 27. April 1984 in Paris) war ein französischer Ingenieur. Zusammen mit Jacques-Yves Cousteau ist er der Entwickler des heutigen Atemreglers, in der Fachsprache auch „Aqualung“ genannt.

## Leben
Gagnan arbeitet nach seinem Studium (um 1920) bei der Firma Air Liquide und erhielt von der Firma Piel einen Druckminderer, der im Jahre 1864 für die Franzosen Rouquayrol-Denayrouze schon patentiert worden war, der aber zum Tauchen zu groß und nicht an die 1940 existierenden Druckluftflaschen angepasst war.
Während der deutschen Besatzung von Frankreich im Zweiten Weltkrieg passte Gagnan wegen fehlendem Benzin auf dem Markt diesen Druckminderer der Notwendigkeit an, Motoren mit Gas zu betreiben. Das aus Bakelit gefertigte Gerät wurde er auf seinen Namen patentiert.
Sein damaliger Vorgesetzter bei Air Liquide war ein Admiral der französischen Marine, dessen Tochter mit dem Fähnrich zur See Jacques-Yves Cousteau verheiratet war und der seit 1930 die Marinetaucherei und ihre Autonomie zu verbessern suchte. Er brachte die beiden zusammen und aus der gemeinsamen Arbeit entwickelte sich der Atemregler.
Cousteau und Gagnan ließen ihre Erfindung 1945 unter dem Kürzel CG45 (für Cousteau-Gagnan1945) und „Aqualung“ für den Export patentieren. Zur Kommerzialisierung ihres Produktes gründeten sie zusammen mit Jean Delorme, dem Geschäftsführer von Air Liquide, die Firmentochter „La Spirotechnique“. Nach Erteilung des Patents beginnen die ersten Produktionen von Taucheranzügen, die den Grundstein für den modernen Tauchsport legen.
1947 wanderte Émile Gagnan nach Montreal, Kanada aus. Dort arbeitete er für Canadian Liquid Air und erschuf Technologien, die für den modernen Scuba Diver genutzt werden konnten. In den 1970ern kehrte er nach Frankreich zurück.
Émile Gagnan starb am 27. April 1984 in Paris.